# 阿姆夫罗西伊夫卡市镇
阿姆夫罗西伊夫卡市级市镇（烏克蘭語：Амвросіївська міська громада）是乌克兰顿涅茨克州顿涅茨克区的市镇，行政中心为阿姆夫罗西伊夫卡。

## 居民点
该市镇包括一个城市（阿姆夫罗西伊夫卡）、26个镇和31个村庄。